# Ozan Çolakoğlu
Ozan Çolakoğlu (* 1. April 1972 in Adana) ist ein türkischer Musikproduzent.

## Karriere
Çolakoğlu gehört heute zu den erfolgreichsten türkischen Musikproduzenten. Seine Karriere begann Anfang der 1990er Jahre.
Er hat seitdem Songs für zahlreiche bekannte türkische Künstler wie Tarkan (unter anderem Şımarık, Kuzu Kuzu und Dudu), Gülşen, Nil Karaibrahimgil, Murat Boz, Murat Dalkılıç, Edis, Ajda Pekkan, Aleyna Tilki oder Yalın produziert, die allesamt Hits wurden.
Im Jahr 2012 erschien sein Debüt-Album 01. Die Single-Auskopplungen Aşk Gitti Bizden sowie Seyre Dursun Aşk wurden Radio-Hits.
Des Weiteren produzierte er in der Vergangenheit auch türkische Beiträge für den Eurovision Song Contest, unter anderem den Gewinner-Song Every Way That I Can aus dem Jahr 2003 von Sertab Erener. Aber auch für Hadise hat er 2009 den bekannten Song Düm Tek Tek, oder bereits einige Jahre zuvor im Jahr 2005 den Song Rimi Rimi Ley für Gülseren, produziert.
Mit der Sängerin Gülşen ist er seit 2016 verheiratet und hat einen gemeinsamen Sohn mit ihr.

## Diskografie

### Alben
- 2012: 01

### Singles
- 2012: Aşk Gitti Bizden (mit Tarkan)
- 2012: Seyre Dursun Aşk (mit Gülşen)
- 2012: Kalpten Dudağa (mit Yalın)
- 2013: Ara Sıcak (mit Ajda Pekkan)
- 2015: Unuttun Mu Beni (mit Soner Sarikabadayi)
- 2015: Kesin Bilgi (mit Röya)
- 2015: Keyf-i Halik (mit Fulin)
- 2017: Büyük Hatirin Var (mit Gülşen)
- 2018: Bir Seni Tanırım (mit Yıldız Tilbe)

### Produktionen (Auswahl)
| - 1992: Kıl Oldum (von Tarkan) - 1997: Şımarık (von Tarkan) - 1997: Vazgeç Gönül (von Zeynep Dizdar) - 2001: Of Deli Gönül (von Tarık) - 2001: Kuzu Kuzu (von Tarkan) - 2001: Aşk (von Tarkan) - 2001: Gitti Gideli (von Tarkan) - 2002: Bir Oluruz Yolunda (von Tarkan) - 2002: XL (von Nil Karaibrahimgil) - 2002: Küs (von Hande Yener) - 2003: Every Way That I Can (von Sertab Erener) - 2003: Dudu (von Tarkan) - 2003: Gülümse Kaderine (von Tarkan) - 2003: Hay Hay (von Tarkan & Nazan Öncel) - 2004: Akbaba (von Nil Karaibrahimgil) - 2004: Bütün Kızlar Toplandık (von Nil Karaibrahimgil) - 2004: Ben Aptal Mıyım? (von Nil Karaibrahimgil) - 2004: Sen Anla (von Levent Yüksel) - 2005: Zehir Gibi (von Zeynep Dizdar) - 2005: İlle De Sen (von Zeynep Dizdar) - 2005: Rimi Rimi Ley (von Gülseren) - 2006: Pırlanta (von Nil Karaibrahimgil) - 2006: Peri (von Nil Karaibrahimgil) - 2006: Bu Mudur? (von Nil Karaibrahimgil) - 2006: Aşkı Bulamam Ben (von Murat Boz) - 2006: Senden Çok Var (von Rober Hatemo) - 2007: Yaranamadım (von CanKan) - 2007: A Good Kiss (von Hadise) - 2007: Vay Anam Vay! (von Tarkan) - 2008: Sana Güvenmiyorum (von Zeynep Dizdar) - 2009: Ben Sen Olamam (von Emir) - 2009: Eline Düştüm (von Emir) - 2009: Düm Tek Tek (von Hadise) - 2009: Çantada Keklik (von Sibel Can) - 2009: Bi' An Gel (von Gülşen) - 2010: Sevdanın Son Vuruşu (von Tarkan) - 2010: Öp (von Tarkan) - 2010: Adımı Kalbine Yaz (von Tarkan) - 2010: Acımayacak (von Tarkan) - 2010: İşim Olmaz (von Tarkan) - 2011: Superman (von Hadise) - 2011: Yeni Biri (von Gülşen) - 2011: Sözde Ayrılık (von Gülşen) - 2011: Yakar Geçerim (von Ajda Pekkan) - 2011: Bir Ben Bir Allah Biliyor (von Bülent Ersoy) - 2012: Sudan Sebep (von Emir) - 2012: Bir Güzellik Yap (von Murat Dalkılıç) - 2012: Bir Hayli (von Murat Dalkılıç) - 2012: Kader (von Murat Dalkılıç) - 2012: Kasma (mit Yalın) - 2012: Hatasız Kul Olmaz (mit Tarkan) | - 2013: Yatcaz Kalkcaz Ordayım (von Gülşen) - 2013: Irgalamaz Beni (von Gülşen) - 2013: Tesir Altında (von Mustafa Sandal) - 2014: İltimas (von Gülşen & Murat Boz) - 2014: Bu Nasıl Aşk (von Murat Dalkılıç) - 2014: Derine (von Murat Dalkılıç) - 2014: İki Yol (von Murat Dalkılıç) - 2014: Leyla (von Murat Dalkılıç) - 2014: Bir Pazar Kahvaltısı (von Emre Aydın & Model) - 2014: Benim Ol (von Edis) - 2015: Yeniden (mit Yalın) - 2015: Bangır Bangır (von Gülşen) - 2015: Dan Dan (von Gülşen) - 2015: Olmamış Mı? (von Edis) - 2016: Janti (von Murat Boz) - 2016: Adını Bilen Yazsın (von Murat Boz) - 2016: Cuppa (mit Tarkan) - 2016: Dudak (von Edis) - 2016: Alışamıyorum (mit Cem Belevi) - 2016: Bulutlara Esir Olduk (mit Oğuzhan Koç) - 2016: Hayalet (von Demet Akalın) - 2016: Nazar (von Demet Akalın) - 2017: Canavar (von Derya Uluğ) - 2017: Her Gece (von Gülşen) - 2017: Tam Da Şu An (von Göksel) - 2017: Yaz (von Berkay) - 2017: Aç Kollarını (mit Cem Belevi) - 2017: Küsme Aşka (mit Oğuzhan Koç) - 2017: Yolla (mit Tarkan) - 2017: Çok Çok (von Edis) - 2017: Sen Olsan Bari (von Aleyna Tilki) - 2017: Nabız 180 (von Derya Uluğ) - 2018: Roman (von Edis) - 2018: Delikanlım (von Gülşen) - 2018: Deli Divanenim (von Ziynet Sali) - 2018: Canıma Da Değsin (von Demet Akalın) - 2018: Sensiz Ben Ne Olayım (mit Yalın) - 2018: Yalnızlar Treni (mit Tarkan) - 2018: Bir İhtimal Biliyorum (von Gülşen) - 2019: Nasılsın Aşkta? (von Aleyna Tilki) - 2019: Geliyorum Yanına (von Hadise) - 2020: Bu Benim Masalım (von Aleyna Tilki) - 2020: Nirvana (von Gülşen & Edis) - 2021: Tabu (von Gizem) - 2021: Martılar (von Edis) - 2021: Yaz Gülü (mit Yalın) - 2021: Arıyorum (von Edis) - 2021: Bi' Tık (von Ajda Pekkan) - 2022: Geççek (mit Tarkan) - 2022: Yalancı (von Edis) - 2022: Yap Bi Güzellik (mit Tarkan) |

Quelle: iTunes